# Sericia layardi
Sericia layardi är en fjärilsart som beskrevs av George Francis Hampson 1926. Sericia layardi ingår i släktet Sericia och familjen nattflyn. Inga underarter finns listade i Catalogue of Life.